# ليون ميلو
ليون ميلو (بالإنجليزية: Leon Milo)‏ هو ملحن أمريكي، ولد في 10 ديسمبر 1956 في لوس أنجلوس في الولايات المتحدة، وتوفي في 31 أغسطس 2014 في باريس في فرنسا.

## وصلات خارجية
- الموقع الرسمي
- ليون ميلو على موقع IMDb (الإنجليزية)
- ليون ميلو على موقع ميوزك برينز (الإنجليزية)
- ليون ميلو على موقع ديسكوغز (الإنجليزية)